# Ron Atkinson
Ronald Frederick Atkinson (Liverpool, 18 de março de 1939) é um ex-futebolista e ex-treinador de futebol britânico.

## Carreira

### Jogador
Jogou na base do Wolverhampton Wanderers, e iniciou sua carreira profissional em 1956, no Aston Villa. Entretanto, não chegou a jogar nenhuma vez pela equipe de Birmingham, indo para o Oxford United em 1959. Foram 384 partidas em 12 anos de clube (é o recordista de jogos disputados) e 14 gols, aposentando-se em 1971, aos 32 anos de idade.

### Treinador
Seria como treinador que Atkinson ficou mais conhecido, estreando na função pouco depois de abandonar os gramados como jogador, no Kettering Town, e comandou ainda o Cambridge United entre 1974 e 1978, chamando a atenção do West Bromwich Albion, treinado por ele em 159 partidas. No Manchester United, substituiu Dave Sexton, que não trouxe resultados de destaque aos Red Devils. Em cinco anos de clube, Big Ron venceu um bicampeonato da Copa da Inglaterra e a Supercopa em 1983, deixando o United com 292 partidas (146 vitórias, 67 empates e 79 derrotas). Para seu lugar, foi contratado Alex Ferguson, que faria história na agremiação.
Em 1987, Atkinson voltaria ao West Bromwich, permanecendo por um ano. Após uma curta passagem pelo Atlético de Madrid (12 jogos), ele treinaria também Sheffield Wednesday, Aston Villa, Coventry City e novamente o Sheffield Wednesday. Seu último trabalho como técnico foi em 1999, quando não conseguiu salvar o Nottingham Forest do rebaixamento para a segunda divisão. Desde então, trabalhou como comentarista, cantor e ator.

## Polêmicas
Em sua carreira de treinador, Big Ron se envolveu em várias polêmicas:
- Durante a passagem pelo Atlético de Madrid, ficou chateado com a contratação de Colin Addison, seu assistente no West Bromwich, dizendo que "fora esfaqueado pelas costas".
- Na derrota do Nottingham Forest por 8 a 1 contra seu ex-clube, o Manchester United, Atkinson revoltou os torcedores do Forest quando declarou que o clube tinha dado "um thriller de 9 gols"[3].
- Em abril de 2004, deixou o cargo de comentarista da ITV após fazer um comentário racista sobre o zagueiro Marcel Desailly, que na época jogava pelo Chelsea. Ele disse que o francês era "um negro preguiçoso" na escola, mas não sabia que o microfone estava ligado. A declaração do ex-técnico ganhou repercussão inclusive nos meios de comunicação do Oriente Médio, e fez com que ele deixasse o trabalho de colunista no jornal The Guardian[4].